# クリックルウッド・グリーン
『クリックルウッド・グリーン』（Cricklewood Green）は、イングランドのロック・バンド、テン・イヤーズ・アフターが1970年に発表した4作目のスタジオ・アルバム。

## 背景
アルバム・タイトルは、バンドのクルーの一人がロンドンのクリックルウッド在住で、園芸に熱中していたことに由来している。収録曲「ワーキング・オン・ザ・ロード」のレコーディング中には、誰かがテープレコーダーに寄りかかってしまったため回転数の不具合が生じ、ミキシングの際に問題が発覚したが、最終的には修正も再録音もされず、そのまま収録された。
「ラヴ・ライク・ア・マン」は、本作では7分を超える長さだったが、シングル・カットされた際にはギター・ソロを削り3分程度に編集された。ただし、バンド側はこの編集に反対していたため、妥協案として、シングルB面にはフィルモア・イースト公演で録音された同曲のライヴ・ヴァージョンが全編収録され、A面は45回転・B面は33回転という変則的な仕様となった。

## 反響・評価
母国イギリスでは全英アルバムチャートで27週トップ100入りし、最高4位を記録した。また、本作からシングル・カットされた「ラヴ・ライク・ア・マン」は全英シングルチャートで10位に達し、バンドにとって唯一の全英トップ100シングルとなった。アメリカでは1970年5月16日付のBillboard 200において14位を記録し、「ラヴ・ライク・ア・マン」はBillboard Hot 100で98位に達した。
Jim Newsomはオールミュージックにおいて5点満点中4.5点を付け「テン・イヤーズ・アフターの録音の中でも最良の例」と評している。また、ロバート・クリストガウは本作にBマイナスを付け「レオ・ライオンのベースは鋭敏で、リック・リーのドラムスは堅実だが、この音楽の核となっているのは、明らかにアルヴィン・リーの、スピードと牽引力のある音色が同居したギターである」と評している。

## 収録曲
全曲ともアルヴィン・リー作。
1. シュガー・ザ・ロード - "Sugar the Road" - 4:07
2. ワーキング・オン・ザ・ロード - "Working on the Road" - 4:17
3. 恋は激しく - "50,000 Miles Beneath My Brain" - 7:37
4. 3,000年のブルース - "Year 3,000 Blues" - 2:24
5. ミー・アンド・マイ・ベイビー - "Me and My Baby" - 4:10
6. ラヴ・ライク・ア・マン - "Love Like a Man" - 7:38
7. サークルズ - "Circles" - 3:59
8. 太陽を仰げ - "As the Sun Still Burns Away" - 4:52

### 2002年リマスターCDボーナス・トラック
1. ウォーム・サン - "Warm Sun" - 3:08
2. トゥ・ノー・ワン - "To No One" - 3:49

## 参加ミュージシャン
- アルヴィン・リー - ボーカル、ギター
- チック・チャーチル - ハモンドオルガン、ピアノ
- レオ・ライオンズ - ベース
- リック・リー - ドラムス